# Anfiteatro romano de Téramo
El Anfiteatro romano de Téramo está a solo unos metros al oeste del teatro romano,la parte más evidente de la residual mampostería perimetral en ladrillo del anfiteatro es visible en calle San Berardo y en el área inmediatamente a la izquierda de la Catedral. La planta tenía la forma de una elipse con un perimetral de 208 metros, el eje mayor mesuraba 74 metros y el eje menor 56 metros. El plan antiguo está situado á 6 metros de profundidad en respecto al actual nivel stradal. En el perímetro de las paredes se individúan diferentes accesos como lo ad arco sobre el eje menor de la elipse y lo con tres arcos lado a lado a lo largo del eje mayor. Una serie de pasajes secundarios conducían directamente en las gradas pare el público, de la cuya estructura radial no queda rastro. 

## Historia
Por el momento aún es incierta la edad exacta de la construcción, que debería remontarse hacia el siglo I después de Cristo.
Del informe de la visita pastoral de Mons. Giulio Ricci, obispo y príncipe de Téramo, a la Catedral de Téramo el 8 de junio de 1583, se lee que el obispo (entendiendo el valor del monumento subyacente) ordenó quitar la tierra del lado de la pared bañada que emergía en los campos cerca de la Catedral.
En el curso de aquel reconocimiento fueron examinados y descritos:
- la curva elipse de la pared externa (vuelta a la luz por casi la cuarta parte);
- la entrada original representada por una pared radial al lado de la izquierda de la Catedral, prolongado hacia el interno del Anfiteatro por más o menos 10 metros;
- otro tramo de muro radial referible a las estructuras, dentro del edificio, que soportan las gradas, con continuación hacia el centro de la arena;
- la altura de 12 metros, de la pared defensiva, considerado desde el nivel;
- tres arcos laterizi, referibles a la entrada meridional;
- los residuos de la praecintio esterna con vestimenta laterizio;
- varios diafragmas radiales en coordinación con el muro elíptico del giro externo del edificio;
- una infraestructura por las gradas dispuestas alrededor de la cavidad del gran monumento;
- fragmentos romanos en brutos;
- una mano femenina derecha de mármol griego agarrando algo indefinible.

Hasta el 1926 los restos del anfiteatro fueron confundidos con aquellos del adyacente teatro romano porque sobre las dos se construyeron varias construcciones. En 1937 se realizaron excavaciones para identificar mejor los restos que se hicieron más visibles y nítidos en su disposición norte-sur con el posterior derribo de las edificaciones a lo largo del muro perimetral del monumento. Se supone que el anfiteatro fue utilizado como fortaleza porque en el subsuelo de la estructura se han encontrado túneles que parecen haber tenido un propósito militar (en el centro histórico de Téramo están presentes varios pasajes subterráneos que unían sobre todo las iglesias entre ellas, como lo atestigua el túnel descubierto y hecho visible bajo el suelo de la Catedral de Téramo durante las últimas restauraciones, su continuación bajo Plaza Martiri della Libertà o por el que está cerca de la iglesia della Madonna delle Grazie). En la Edad Media, el anfiteatro, así como el teatro romano cercano, fue utilizado como cantera de material para la construcción de varios edificios vecinos, en particular la Catedral construida en el siglo XII en el área ocupada por el noroeste del propio anfiteatro. En la pared exterior derecha de la Catedral y en algunas partes interiores, se pueden observar algunas piedras talladas extraídas del anfiteatro.
Actualmente sobre el anfiteatro se encuentra el gran edificio del antiguo Seminario, cuya construcción en el siglo XVIII causó la irreparable pérdida de las estructuras internas.